# Relativity
Relativity é o álbum de estréia da banda Emarosa. Ele foi lançado em 8 de julho de 2008 pela Rise Records. Relativity foi produzido por Kris Crummett, o produtor de outras bandas, como Drop Dead, Gorgeous e Fear Before The March of Flames.
Esta é a primeira gravação da banda com o vocalista Jonny Craig, depois que ele saiu do Dance Gavin Dance. O álbum alcançou a posição #191 na Billboard 200, e em número #33 na parada Top Independent Albums.

## Faixas
Todas as letras escritas por ER White, todas as músicas compostas por Emarosa.
| N.º            | Título                                                   | Duração |  |
| 1.             | "The Past Should Stay Dead"                              | 4:33    |  |
| 2.             | "Just Another Marionette"                                | 4:04    |  |
| 3.             | "What's a Clock without the Batteries?"                  | 3:56    |  |
| 4.             | "Heads or Tails? Real or Not?"                           | 5:01    |  |
| 5.             | "Even Bad Men Love Their Mothers" (Com Jacqueline Craig) | 2:00    |  |
| 6.             | "Her Advice Cost Us a Life"                              | 4:36    |  |
| 7.             | "Set It Off Like Napalm"                                 | 3:06    |  |
| 8.             | "Sailing in the Dark Isn't Smart Kid!"                   | 3:16    |  |
| 9.             | "Pretend. Release. The Close."                           | 3:01    |  |
| 10.            | "It's Cold in the Shade, Let's Move to the Sun...."      | 1:00    |  |
| 11.            | "I Still Feel Her Pt. 1"                                 | 4:32    |  |
| 12.            | "I Still Feel Her Pt. 2 (A City Called Coma)"            | 4:22    |  |
| Duração total: | Duração total:                                           | 43:11   |  |

## Créditos
| Emarosa - Jonny Craig - vocal - ER White - guitarra - Jonas Ladekjaer - guitarra - Will Sowers - baixo - Lukas Koszewski - bateria - Jordan Michael Stewart - teclados | Produção - Produzido, engenhado, mixado e masterizado por Kris Crummett - Gravado por Emarosa - Administração por Eric Rushing e Bret Bair (The Artery Foundation) - Reservas por Jeremy Holgersen (The Agency Group) - Direção de arte e design por Synapse Design - Capa por Roxanne Hartridge |